# بتو دا سیلوا
لوئیس اومبرتو دا سیلوا (اسپانیایی: Luiz Humberto da Silva Silva‎؛ زادهٔ ۲۸ دسامبر ۱۹۹۶ در لیما) بازیکن فوتبال در پست مهاجم اهل پرو است.

## باشگاهی
از باشگاه‌هایی که در آن بازی کرده‌است می‌توان به باشگاه فوتبال گرمیو و باشگاه فوتبال اسپورتینگ کریستال اشاره کرد.

## تیم ملی
وی همچنین در تیم ملی فوتبال زیر ۲۰ سال پرو و تیم ملی فوتبال پرو بازی کرده‌است.